# Het portret van Dorian Gray
Het portret van Dorian Gray (Engelstalige titel The Picture of Dorian Gray) is de enige gepubliceerde roman van Oscar Wilde. Hij werd voor het eerst uitgebracht in Engeland in 1890. Een Nederlandse vertaling door Elisabeth Couperus-Baud verscheen in 1893. Haar echtgenoot Louis Couperus had het boek rechtstreeks van Oscar Wilde ontvangen en zij was er diep van onder de indruk.

## Geschiedenis
The Picture of Dorian Gray begon als een korte roman, gepubliceerd in het julinummer 1890 in Lippincott's Monthly Magazine. Het verhaal onderging een paar grote veranderingen voor de uiteindelijke publicatie, waarvan sommige tot vandaag de dag bewaard zijn gebleven. Het boek is herhaaldelijk verfilmd voor film en televisie.
Hoewel het boek door vroege critici veroordeeld werd als moreel en geestelijk verdorven, zei Wilde erover dat het wel degelijk een zedenles bevatte: "Alle overdaad brengt evenals onthouding zijn eigen straf teweeg." (All excess, as well as all renunciation, brings its own punishment.)

## Inhoud
Dorian Gray is een knappe, naïeve jongeman die in Engeland woont. Een vriend van hem, Basil Hallward, is schilder en maakt een perfect portret van hem. Het is zo perfect dat hij het niet wil tentoonstellen (het zou te veel van hemzelf weggeven) en hij geeft het aan Dorian. Dorian wenst dat hij altijd zo knap zou blijven en dat het schilderij in zijn plaats ouder zou worden.
Dorian wordt verliefd op een actrice Sybil Vane en gaat naar een aantal van haar toneeluitvoeringen. Hij vraagt haar ten huwelijk, maar nadat ze door haar drukkende liefde voor hem een avond slecht geacteerd heeft, wijst hij haar af en als hij de volgende dag zijn excuses aan wil gaan bieden hoort hij dat ze zelfmoord heeft gepleegd. Hierna ziet Dorian dat zijn portret een vals trekje om de mond heeft gekregen. Hij realiseert zich dat zijn wens op een of andere manier uit moet zijn gekomen en hij sluit het portret op in een kamer die niet wordt gebruikt. Gedurende de 18 jaar daarna wordt Dorian steeds kwaadaardiger, heeft diverse mooie en (veel) minder mooie romances met vrouwen en mannen, maar zijn uiterlijk blijft hetzelfde. De Dorian op het schilderij wordt echter steeds ouder en lelijker, totdat hij onherkenbaar is geworden.
Uiteindelijk vermoordt Dorian Basil in de kamer waar hij ook het schilderij bewaart, nadat hij Basil deels verantwoordelijk heeft gehouden voor zijn "eeuwige jeugd". Na nog wat omzwervingen realiseert Dorian zich dat hij een nieuw leven moet beginnen en hij gaat met een mes het schilderij te lijf. Zijn huishoudster hoort een luid kabaal en gaat kijken wat er gebeurd is.
In de kamer vindt ze het schilderij, dat weer is veranderd in zijn oorspronkelijke staat. Op de vloer ernaast ligt het neergestoken lichaam van Dorian, dat is veranderd in een lelijke oude man.

## Bewerkingen
In de loop der jaren zijn van The Picture of Dorian Gray vele adaptaties voor toneel en speelfilm gemaakt en is er ook een opera gecomponeerd. Hieronder een selectie.
- Dorian Grays Portræt (1910)
Regie door Axel Strøm
Hoofdrollen: Valdemar Psilander als Dorian Gray
- The Picture of Dorian Gray (1913)
Geregisseerd door Phillips Smalley
Hoofdrollen Wallace Reid als Dorian Gray
- The Picture of Dorian Gray (1916)
Geregisseerd door Fred W Durrant; script van Rowland Talbot
Hoofdrollen Henry Victor als Dorian Gray; Sydney Bland als Basil Hallward; Jack Jordan als Henry Wotton; Pat O'Malley als Sybil Vane
- Das Bildnis des Dorian Gray (1917)
Geregisseerd door Richard Oswald; script van Richard Oswald
Hoofdrollen Bernd Aldor als Dorian Gray; Ernst Ludwig als Basil Hallward; Ernst Pittschau als Henry Wotton; Lea Lara als Sibyl Vane
- Az Élet királya (1918)
Geregisseerd door Alfréd Deésy; script van József Pakots
Hoofdrollen Norbert Dán als Dorian Gray; Gusztáv Turán als Basil Hallward; Béla Lugosi als Henry Wotton; Ila Lóth als Sibyl Vane
- The Picture of Dorian Gray (1945)
Geregisseerd door Albert Lewin; script van Albert Lewin
Hoofdrollen Hurd Hatfield als Dorian Gray; Lowell Gilmore als Basil Hallward;
- Dorian Gray, ook bekend als The Evils of Dorian Gray of The Secret of Dorian Gray (1970)
Geregisseerd door Massimo Dallamano; script van Marcello Coscia; Massimo Dallamano en Günter Ebert
Hoofdrollen Helmut Berger als Dorian Gray; Richard Todd als Basil Hallward; Herbert Lom als Henry Wotton; Marie Liljedahl als Sybil Vane
- The Picture of Dorian Gray (1973)
Geregisseerd door Glenn Jordan; script van John Tomerlin
Hoofdrollen Shane Briant als Dorian Gray; Charles Aidman als Basil Hallward; Nigel Davenport als Henry Wotton; Vanessa Howard als Sybil Vane
- The Picture of Dorian Gray (1976)
Geregisseerd door John Gorrie; script van John Osborne
Hoofdrollen Peter Firth als Dorian Gray; Jeremy Brett als Basil Hallward; John Gielgud als Henry Wotton; Judi Bowker als Sibyl Vane
- Le Portrait de Dorian Gray (1977)
Geregisseerd door Pierre Boutron; script van Pierre Boutron
Hoofdrollen Patrice Alexsandre als Dorian Gray; Denis Manuel als Basil Hallward; Raymond Gérôme als Henry Wotton; Marie-Hélène Breillat als Sybil
- The Sins of Dorian Gray (1983) (made-for-television)
Geregisseerd door Tony Maylam; script van Ken August en Peter Lawrence
Hoofdrollen Belinda Bauer als Dorian Gray; Anthony Perkins als Henry Lord
- Dorian, ook bekend als Pact with the Devil (2001)
Geregisseerd door Allan A Goldstein; script van Peter Jobin en Ron Raley
Hoofdrollen Ethan Erickson als Louis/Dorian; Malcolm McDowell als Henry Wotton; Amy Sloan als Sybil
- Dorian (2004)
Geschreven en geregisseerd door Brendan Dougherty Russo
Hoofdrollen Andrew Vanette als Dorian Gray; Stephen Fontana als Basil Hallward; Michael Multari als Henry; Danielle Matarese als Sibyl Vane
- The Picture of Dorian Gray (2004)
Geregisseerd door David Rosenbaum; script van David Rosenbaum
Hoofdrollen Josh Duhamel als Dorian Gray; Rainer Judd als Basil Ward; Branden Waugh als "Harry" Wotton (om onbekende redenen veranderd); Darby Stanchfield als Sybil Vane; Brian Durkin als James Vane
- The Picture of Dorian Gray (2006)
Geregisseerd door Duncan Roy; script van Duncan Roy
Hoofdrollen David Gallagher als Dorian Gray
- The Picture of Dorian Gray (2007)
Geregisseerd door Jon Cunningham; script van Jon Cunningham en Deborah Warner
- The Picture of Dorian Gray (2008)
Geregisseerd door Roberto Angeles; script van Roberto Angeles, Sebastian Garcia en Luis Tuesta
Hoofdrollen Ben Barnes als Dorian Gray; Paul Vega als Basil Hallward; Christian Torsen als Henry Wotton; Constanza Chaparro als Sybil Vane
- Dorian Gray (2009)
Geregisseerd door Oliver Parker; script van Toby Finlay
Hoofdrollen Ben Barnes als Dorian Gray; Colin Firth als Henry Wotton; Rebecca Hall als Emily Wotton
- Het Portret van Dorian Gray (2011)
Geregisseerd door Floor Huygen; script van Koen Tachelet
Hoofdrollen Mattias van de Vijver als Dorian Gray; Jobst Schnibbe; Jamie Grant; Fabian Jansen; An Hackselmans; Matthijs van de Sande Bakhuyzen
- Het personage Dorian Gray komt ook voor in de film The League of Extraordinary Gentlemen uit 2003, waarin hij wordt gespeeld door Stuart Townsend. In deze film beschermt het schilderij Dorian niet alleen tegen ouder worden, maar ook tegen elke vorm van verwondingen zodat hij werkelijk onsterfelijk is. Tevens mag Dorian in de film nooit zijn schilderij bekijken, want dan wordt de magie verbroken.
- Hans Kox componeerde de opera Dorian Gray, die in 1974 in het Circustheater Scheveningen in première ging en in 1977 in gereviseerde vorm een reprise beleefde in de Stadsschouwburg Amsterdam. Kox zelf werkte Wilde's tekst om tot het libretto.
- Het personage Dorian Gray komt voor in de tv-show Penny Dreadful (2014).
- Het personage Dorian Gray komt voor in de tv-show The Librarians seizoen 2 episode 7 (2015).

• Het personage Dorian Gray komt ook voor in het tweede deel van tienerserie Chilling Adventures of Sabrina op Netflix, waar het personage Dorian Gray een machtige magiër is die een kroeg openhoudt voor magiërs. In die kroeg hangt ook zijn schilderij. (2019)